# Juraj Brestovský
Juraj Brestovský (* 28. August 1963) ist ein slowakischer Badmintonspieler. 

## Karriere
Juraj Brestovský gewann 1993 sowohl die nationalen als auch die internationalen Titelkämpfe der Slowakei im Herrendoppel. Ebenfalls erfolgreich war er 1993 bei den Cyprus International. 1994 siegte er wie im Jahr davor im Herreneinzel bei den slowakischen Einzelmeisterschaften. 1996 und 1997 erkämpfte er sich zwei weitere nationale Titel.

## Sportliche Erfolge
| Saison | Veranstaltung                   | Disziplin    | Platz | Name                               |
| ------ | ------------------------------- | ------------ | ----- | ---------------------------------- |
| 1993   | Slovak International            | Herrendoppel | 1     | Juraj Brestovský / Peter Pudela    |
| 1993   | Cyprus International            | Herrendoppel | 1     | Juraj Brestovský / Jaroslav Heleš  |
| 1993   | Cyprus International            | Herreneinzel | 2     | Juraj Brestovský                   |
| 1993   | Slowakei: Einzelmeisterschaften | Herreneinzel | 1     | Juraj Brestovský                   |
| 1993   | Slowakei: Einzelmeisterschaften | Herrendoppel | 1     | Juraj Brestovský / Igor Novák      |
| 1994   | Slowakei: Einzelmeisterschaften | Herreneinzel | 1     | Juraj Brestovský                   |
| 1996   | Slowakei: Einzelmeisterschaften | Herrendoppel | 1     | Juraj Brestovský / Igor Novak      |
| 1997   | Slowakei: Einzelmeisterschaften | Mixed        | 1     | Juraj Brestovský / Zuzana Kenížová |